# サッカーオランダ代表
サッカーオランダ代表（サッカーオランダだいひょう、蘭: Nederlands voetbalelftal）は、オランダサッカー協会（KNVB）によって編成されるオランダのサッカーのナショナルチーム。

## 歴史
FIFAランキングで1位になった経験を持つ8ヶ国のうちの1つである。しかし、FIFAワールドカップでは準優勝が最高成績で未だ優勝経験が無い。
1930年代 - 1990年代
ワールドカップでは初出場の1934年大会と、続く1938年大会で両方とも初戦の16強で敗退した。3回目の出場となった1974 FIFAワールドカップでは準優勝を果たし、リヌス・ミケルス監督の下、ヨハン・クライフを中心にトータルフットボールと呼ばれる戦術でサッカー界に革命を起こした。1978 FIFAワールドカップでもクライフを欠きながら決勝まで駒を進めるも、地元アルゼンチンに敗れ準優勝となった。
UEFA欧州選手権1988では後にACミラン黄金時代の中核を担うこととなるオランダトリオ（ファン・バステン、ルート・フリット、フランク・ライカールト）を擁したチームで臨み、準決勝で西ドイツに2-1で、決勝でソ連に2-0で勝利し初優勝を果たした。決勝戦でファン・バステンが決めた難易度の高いボレーシュートは大きな印象を残した。1998 FIFAワールドカップではベルカンプ、パトリック・クライファート、クラレンス・セードルフ、フランク・デ・ブールら攻守にスター選手を擁して優勝候補の一角に挙げられていた。高い前評判に応える内容で勝ち上がり、準々決勝でアルゼンチンに2-1で勝利して準決勝まで進むもブラジルにPK戦の末敗れ、さらに3位決定戦で初出場のクロアチアにも敗れて4位に終わった。

### 2000年代 - 2010年代
地元開催となったEURO 2000では、準決勝でイタリアにPK戦で敗れ、2002 FIFAワールドカップは地区予選敗退、EURO 2004では準決勝で開催国ポルトガルに敗れ、2006 FIFAワールドカップではラウンドオブ16でポルトガルに敗れ、EURO 2008では準々決勝でロシアに敗れるなど、高い前評判に応えきれない成績で終わる大会が続いてきた。
2010 FIFAワールドカップでは準々決勝で1974年大会を最後に7試合で勝利が無かったブラジルに2-1で勝ち、準決勝でもウルグアイに3-2で競り勝つなど、地区予選から準決勝まで14試合全勝で32年ぶりの決勝進出を果たすも、決勝で同じく初優勝を狙うスペインに延長戦で0-1で敗れ、またしても準優勝という結果となった。UEFA EURO 2012ではデンマーク、ドイツ、ポルトガルと同じ死の組に入るが全敗を喫した。FIFAワールドカップとUEFA欧州選手権を合わせて本大会に出場すればグループステージは11連続で突破していたが、UEFA欧州選手権1980以来の敗退となった。
2014 FIFAワールドカップでは初戦で前回の決勝で敗れたスペインを5-1で破り、3連勝でグループステージを首位で通過した。ラウンドオブ16でメキシコに勝利し、準々決勝ではコスタリカに対してPK戦の末、2大会連続で準決勝に進出した。しかし、アルゼンチン戦はPK戦の末、決勝進出を逃した。3位決定戦ではブラジルに勝利し大会無敗（5勝2分け）で3位となった。地区予選は9勝1分け0敗で突破しており、地区予選から無敗での3位は1978 FIFAワールドカップのブラジル以来2チーム目となった。2014年9月、UEFA EURO 2016の予選からフース・ヒディンクが監督として指揮を執ったが、成績不振で2015年6月契約が解除となった。同年7月よりダニー・ブリントが監督に就任したが、予選グループA4位で1984年大会以来8大会ぶりに予選敗退となった。
2018 FIFAワールドカップはヨーロッパ予選グループAでフランス、スウェーデン、ブルガリアなどと本大会出場を争ったが2017年3月25日、アウェイでブルガリアに0-2で敗れるとブリント監督は解任された。その後はディック・アドフォカート監督がUEFA EURO 2004以来に再就任するも、グループA3位で4大会ぶりに地区予選敗退となった。

### 2020年代
予選敗退後はロナルド・クーマンが監督に就任し、代表内の世代交代を図ってフレンキー・デ・ヨングやマタイス・デ・リフトを主力に定着させた。2020年の夏、クーマンをFCバルセロナに引き抜かれると、後任にフランク・デ・ブールが招聘され、UEFA EURO 2020予選は危なげなく突破し、本大会出場を決めた。その本大会では、グループステージでオーストリア、ウクライナ、北マケドニアと同居。3戦全勝で決勝トーナメントに進出すると、ベスト16でチェコ代表と顔を合わせた。試合の52分、スペースへ飛び出したパトリック・シックに並走していたデ・リフトが足を滑らせ、咄嗟に左手でボールを弾いた。VAR判定の結果、レッドカードがデ・リフトに掲示され、数的不利になったオランダは68分、80分と立て続けに被弾し、0-2で大会を後にした。大会敗退が決定した2日後、デ・ブール監督の退任が発表された。
2022 FIFAワールドカップは2大会ぶりの出場。グループリーグは開催国カタールも含むグループAに入り、初戦でセネガルと対戦。立ち上がりからセネガルにボールを持たれ続ける劣勢の中でも試合終盤まで相手に得点を与えず、スコアレスのまま終了かと思われた84分にコーディ・ガクポがヘディングシュートを決めて先制点を挙げる。さらには試合終了間際にも追加点を奪い取り2-0で初戦勝利を飾る。勝てば決勝トーナメント進出が決まる第2戦のエクアドル戦では前半6分にガクポの2試合連続ゴールで先制点を挙げる。しかし、49分にエネル・バレンシアに同点ゴールを決められて勝ち越しゴールは奪えないまま1-1の引き分けに終わる。第3戦のカタール戦では26分にガクポの3試合連続ゴールで先制すると49分にはフレンキー・デ・ヨングのゴールで追加点を奪う。その後は最後まで開催国カタールに最後までチャンスを作らせないまま2-0で勝利し勝点7のグループA1位で決勝トーナメント進出を決めた。2大会ぶりに進出した決勝トーナメント1回戦ではアメリカと対戦。前半10分にメンフィス・デパイ、前半AT1分にデイリー・ブリントの2つのゴールで前半を2点リード。だが、後半は決定機こそ作りながらも再三の決定機をマット・ターナーの好セーブの前に決めきれず、76分にはハジ・ライトに1点を返されてしまう。それでも81分にデンゼル・ダンフリースのゴールでトドメを刺し3-1で勝利し2大会ぶりの準々決勝進出を決める。その準々決勝はリオネル・メッシ擁するアルゼンチンと対戦。オランダは立ち上がりからリオネル・メッシの巧みなパスワークを止められずに主導権を握られ、前半35分にはナウエル・モリーナに先制ゴールを奪われ、今大会初めて先制を許す展開に。1点ビハインドで試合を折り返した後半もアルゼンチンにペースを握られ、73分にはリオネル・メッシにPKを決められて準々決勝で敗退が決まるかと思われた。だが、78分にメンフィス・デパイと交代したボウト・ベグホルストが交代から5分後に1点を返すと、後半AT11分にはそのベグホルストがセットプレーから同点ゴールを決めて辛うじて90分での敗北を免れ、試合は延長戦へ。その延長戦でもスコアは2-2のまま変わらずPK戦にもつれ込む。オランダは1人目のフィルジル・ファン・ダイク、2人目のステフェン・ベルハイスが連続でGKエミリアーノ・マルティネスにセーブされ、続くトゥーン・コープマイネルス、2点ビハインドから2つのゴールで同点に追いつきチームを一時敗戦の危機から救ったボウト・ベグホルスト、ルーク・デ・ヨングはPKを成功させたが、最後はアルゼンチンの5人目ラウタロ・マルティネスに決められたところで試合終了。ベスト8で大会を去り、2大会振りの4強入りとはならなかった。
UEFA EURO 2024ではグループDに入り、初戦でポーランドに前半19分に先制されるもコーディ・ガクポ、ボウト・ベグホルストのゴールで2-1で逆転勝利。だが続く第2戦のフランス戦では0-0で引き分けた。負け以外で決勝トーナメント進出が決まる第3戦のオーストリア戦は前半6分にドニエル・マレンがオウンゴールで先制点を与えてしまい、後半に2度のビハインドを追いつくも2-3で敗れ、グループリーグ3位での決勝トーナメント進出となった。
決勝トーナメントは3位での通過となり、ラウンド16でグループE1位通過のルーマニアと対戦し、ドニエル・マレンの2得点の活躍で3-0の快勝。準々決勝のトルコ戦は前半35分にサメット・アカイディンのゴールで先制されるも、後半にステファン・デ・フライの同点ゴールとメルト・ミュルドゥルのオウンゴールで逆転し、2-1で勝利してベスト4入りを果たす。準決勝は欧州選手権初優勝を目指すイングランドと対戦し、前半7分にシャビ・シモンズが待望の先制点を挙げる。しかし、同18分にVARにより相手にPKを与えると、これをハリー・ケインに決められて同点に。その後は互いに得点が生まれないまま時計の針が進み、このまま延長戦に突入するかと思われた試合終了間際にオリー・ワトキンスに逆転ゴールを決められて1-2で逆転負け。ベスト4で大会を去り、優勝した1988年大会以来36年ぶりの決勝進出とはならなかった。

## スタジアム
オランダ代表のホームスタジアムは3つある。
- ヨハン・クライフ・アレナ (アムステルダム) 収容人数：53,502人
- フィリップス・スタディオン (アイントホーフェン) 収容人数：35,000人
- フェイエノールト・スタディオン (ロッテルダム) 収容人数：51,117人

## ユニフォーム

かつてのネーデルラントの旗。オレンジ色が使用されている。

旧国旗の色とオランダ王家（オラニエ＝ナッサウ家、かつてオランジュの領主だった）にちなんでユニフォームの色をオレンジとしており、世界的に「オレンジ軍団」という愛称で知られている。また、1974年のW杯では正確無比なトータルフットボールを展開したことから「時計じかけのオレンジ」というあだ名で呼ばれたことがある。
オレンジという現在の国旗にない色をチームカラーとする世界でもまれなナショナルチームであり、ほかの例としては日本やイタリアの青、ドイツの白がある。なおロゴに描かれた「王冠をかぶったライオン」も、オランダ王家の紋章が由来である。

## 成績

### FIFAワールドカップ
| 開催国 / 年 | 成績      | 試       | 勝       | 分       | 負       | 得       | 失       |
| ----------- | --------- | -------- | -------- | -------- | -------- | -------- | -------- |
| 1930        | 不参加    | 不参加   | 不参加   | 不参加   | 不参加   | 不参加   | 不参加   |
| 1934        | 1回戦敗退 | 1        | 0        | 0        | 1        | 2        | 3        |
| 1938        | 1回戦敗退 | 1        | 0        | 0        | 1        | 0        | 3        |
| 1950        | 不参加    | 不参加   | 不参加   | 不参加   | 不参加   | 不参加   | 不参加   |
| 1954        | 不参加    | 不参加   | 不参加   | 不参加   | 不参加   | 不参加   | 不参加   |
| 1958        | 予選敗退  | 予選敗退 | 予選敗退 | 予選敗退 | 予選敗退 | 予選敗退 | 予選敗退 |
| 1962        | 予選敗退  | 予選敗退 | 予選敗退 | 予選敗退 | 予選敗退 | 予選敗退 | 予選敗退 |
| 1966        | 予選敗退  | 予選敗退 | 予選敗退 | 予選敗退 | 予選敗退 | 予選敗退 | 予選敗退 |
| 1970        | 予選敗退  | 予選敗退 | 予選敗退 | 予選敗退 | 予選敗退 | 予選敗退 | 予選敗退 |
| 1974        | 準優勝    | 7        | 5        | 1        | 1        | 15       | 3        |
| 1978        | 準優勝    | 7        | 3        | 2        | 2        | 15       | 10       |
| 1982        | 予選敗退  | 予選敗退 | 予選敗退 | 予選敗退 | 予選敗退 | 予選敗退 | 予選敗退 |
| 1986        | 予選敗退  | 予選敗退 | 予選敗退 | 予選敗退 | 予選敗退 | 予選敗退 | 予選敗退 |
| 1990        | ベスト16  | 4        | 0        | 3        | 1        | 3        | 4        |
| 1994        | ベスト8   | 5        | 3        | 0        | 2        | 8        | 6        |
| 1998        | 4位       | 7        | 3        | 3        | 1        | 13       | 7        |
| 2002        | 予選敗退  | 予選敗退 | 予選敗退 | 予選敗退 | 予選敗退 | 予選敗退 | 予選敗退 |
| 2006        | ベスト16  | 4        | 2        | 1        | 1        | 3        | 2        |
| 2010        | 準優勝    | 7        | 6        | 0        | 1        | 12       | 6        |
| 2014        | 3位       | 7        | 5        | 2        | 0        | 15       | 4        |
| 2018        | 予選敗退  | 予選敗退 | 予選敗退 | 予選敗退 | 予選敗退 | 予選敗退 | 予選敗退 |
| 2022        | ベスト8   | 5        | 3        | 2        | 0        | 10       | 4        |
| 合計        | 出場11回  | 55       | 30       | 14       | 11       | 96       | 52       |

### UEFA欧州選手権
| 開催国 / 年 | 成績               | 試       | 勝       | 分       | 負       | 得       | 失       |
| ----------- | ------------------ | -------- | -------- | -------- | -------- | -------- | -------- |
| 1960        | 不参加             | 不参加   | 不参加   | 不参加   | 不参加   | 不参加   | 不参加   |
| 1964        | 予選敗退           | 予選敗退 | 予選敗退 | 予選敗退 | 予選敗退 | 予選敗退 | 予選敗退 |
| 1968        | 予選敗退           | 予選敗退 | 予選敗退 | 予選敗退 | 予選敗退 | 予選敗退 | 予選敗退 |
| 1972        | 予選敗退           | 予選敗退 | 予選敗退 | 予選敗退 | 予選敗退 | 予選敗退 | 予選敗退 |
| 1976        | 3位                | 2        | 1        | 0        | 1        | 4        | 5        |
| 1980        | グループリーグ敗退 | 3        | 1        | 1        | 1        | 4        | 4        |
| 1984        | 予選敗退           | 予選敗退 | 予選敗退 | 予選敗退 | 予選敗退 | 予選敗退 | 予選敗退 |
| 1988        | 優勝               | 5        | 4        | 0        | 1        | 8        | 3        |
| 1992        | ベスト4            | 4        | 2        | 2        | 0        | 6        | 3        |
| 1996        | ベスト8            | 4        | 1        | 2        | 1        | 3        | 4        |
| 2000        | ベスト4            | 5        | 4        | 1        | 0        | 13       | 3        |
| 2004        | ベスト4            | 5        | 1        | 2        | 2        | 7        | 6        |
| 2008        | ベスト8            | 4        | 3        | 0        | 1        | 10       | 4        |
| 2012        | グループリーグ敗退 | 3        | 0        | 0        | 3        | 2        | 5        |
| 2016        | 予選敗退           | 予選敗退 | 予選敗退 | 予選敗退 | 予選敗退 | 予選敗退 | 予選敗退 |
| 2021        | ベスト16           | 4        | 3        | 0        | 1        | 8        | 4        |
| 2024        | ベスト4            | 6        | 3        | 1        | 2        | 10       | 7        |
| 合計        | 出場11回/優勝1回   | 45       | 23       | 9        | 13       | 75       | 48       |

## 歴代監督
| 期間       | 氏名                           | 試合 | 勝 | 分 | 負 | 備考                                                 |
| ---------- | ------------------------------ | ---- | -- | -- | -- | ---------------------------------------------------- |
| 1905-1908  | セース・ファン・ハッセルト     | 11   | 6  | 0  | 5  |                                                      |
| 1908-1913  | エドガー・チャドウィック       | 27   | 16 | 2  | 9  |                                                      |
| 1914       | ビリー・ハンター               | 4    | 2  | 1  | 1  |                                                      |
| 1919       | ジャック・レイノルズ           | 1    | 1  | 0  | 0  |                                                      |
| 1919-1923  | フレッド・ウォーバートン       | 21   | 7  | 7  | 7  |                                                      |
| 1923       | ボブ・グレンデニング           | 1    | 1  | 0  | 0  |                                                      |
| 1924       | ウィリアム・タウンリー         | 8    | 2  | 3  | 3  |                                                      |
| 1924       | ジョン・ボリントン             | 1    | 1  | 0  | 0  |                                                      |
| 1925-1940  | ボブ・グレンデニング           | 86   | 35 | 15 | 36 | 1934 FIFAワールドカップ、1938 FIFAワールドカップ出場 |
| 1946       | カレル・カウフマン             | 4    | 2  | 1  | 1  |                                                      |
| 1947-1948  | ジェッセ・カーヴァー           | 10   | 6  | 2  | 2  |                                                      |
| 1948       | トム・スネッドン               | 1    | 0  | 1  | 0  |                                                      |
| 1949       | カレル・カウフマン             | 2    | 1  | 1  | 0  |                                                      |
| 1949-1954  | ヤープ・ファン・デル・レック   | 29   | 5  | 3  | 21 |                                                      |
| 1954-1955  | カレル・カウフマン             | 1    | 0  | 0  | 1  |                                                      |
| 1955       | フリードリヒ・ドネンフェルト   | 1    | 0  | 1  | 0  |                                                      |
| 1955-1956  | マックス・メルケル             | 10   | 7  | 1  | 2  |                                                      |
| 1956       | ハインリヒ・ミュラー           | 1    | 1  | 0  | 0  |                                                      |
| 1956-1957  | フリードリヒ・ドネンフェルト   | 2    | 1  | 1  | 0  |                                                      |
| 1957       | ジョージ・ハードウィック       | 5    | 1  | 1  | 3  |                                                      |
| 1957-1964  | エレク・シュヴァルツ           | 49   | 19 | 12 | 18 |                                                      |
| 1964-1966  | デニス・ネヴィル               | 8    | 2  | 3  | 3  |                                                      |
| 1966-1970  | ゲオルク・ケスラー             | 28   | 10 | 6  | 12 |                                                      |
| 1970-1974  | フランティシェク・ファドロンツ | 20   | 13 | 4  | 3  |                                                      |
| 1974       | リヌス・ミケルス               | 10   | 6  | 3  | 1  | 1974 FIFAワールドカップ出場                          |
| 1974-1976  | ヘオルヘ・クノベル             | 15   | 9  | 1  | 5  | UEFA EURO 1976出場                                   |
| 1976-1977  | ヤン・ズワルトクラウス         | 4    | 3  | 1  | 0  |                                                      |
| 1977-1978  | エルンスト・ハッペル           | 14   | 9  | 3  | 2  | 1978 FIFAワールドカップ出場                          |
| 1978-1981  | ヤン・ズワルトクラウス         | 22   | 8  | 6  | 8  | UEFA EURO 1980出場                                   |
| 1981       | ロプ・バーン                   | 1    | 1  | 0  | 0  | 暫定監督                                             |
| 1981-1984  | ケース・ライフェルス           | 22   | 11 | 3  | 8  |                                                      |
| 1984-1985  | リヌス・ミケルス               | 2    | 1  | 0  | 1  |                                                      |
| 1985-1986  | レオ・ベーンハッカー           | 6    | 5  | 0  | 1  |                                                      |
| 1986-1988  | リヌス・ミケルス               | 23   | 14 | 4  | 5  | UEFA EURO 1988出場                                   |
| 1988-1990  | テイス・リブレフツ             | 11   | 6  | 3  | 2  |                                                      |
| 1990       | ノル・デ・ロイテル             | 2    | 0  | 1  | 1  | 暫定監督                                             |
| 1990       | レオ・ベーンハッカー           | 6    | 1  | 3  | 2  | 1990 FIFAワールドカップ出場                          |
| 1990-1992  | リヌス・ミケルス               | 19   | 11 | 5  | 3  | UEFA EURO 1992出場                                   |
| 1992-1994  | ディック・アドフォカート       | 26   | 15 | 6  | 5  | 1994 FIFAワールドカップ出場                          |
| 1995-1998  | フース・ヒディンク             | 39   | 23 | 8  | 8  | UEFA EURO 1996、1998 FIFAワールドカップ出場          |
| 1998-2000  | フランク・ライカールト         | 22   | 8  | 12 | 2  | UEFA EURO 2000出場                                   |
| 2000-2002  | ルイ・ファン・ハール           | 14   | 8  | 4  | 2  |                                                      |
| 2002-2004  | ディック・アドフォカート       | 29   | 16 | 7  | 6  | UEFA EURO 2004出場                                   |
| 2004-2008  | マルコ・ファン・バステン       | 52   | 35 | 11 | 6  | 2006 FIFAワールドカップ、UEFA EURO 2008出場          |
| 2008-2012  | ベルト・ファン・マルワイク     | 52   | 34 | 10 | 8  | 2010 FIFAワールドカップ、UEFA EURO 2012出場          |
| 2012-2014  | ルイ・ファン・ハール           | 29   | 18 | 9  | 2  | 2014 FIFAワールドカップ出場                          |
| 2014-2015  | フース・ヒディンク             | 10   | 4  | 1  | 5  |                                                      |
| 2015-2017  | ダニー・ブリント               | 17   | 7  | 3  | 7  |                                                      |
| 2017       | フレット・フリム               | 1    | 0  | 0  | 1  | 暫定監督                                             |
| 2017       | ディック・アドフォカート       | 9    | 8  | 0  | 1  |                                                      |
| 2018-2020  | ロナルド・クーマン             | 20   | 11 | 5  | 4  |                                                      |
| 2020       | ドワイト・ローデヴェーヘス     | 2    | 1  | 0  | 1  | 暫定監督                                             |
| 2020-2021  | フランク・デ・ブール           | 15   | 8  | 4  | 3  | UEFA EURO 2020出場                                   |
| 2021- 2022 | ルイ・ファン・ハール           | 20   | 14 | 6  | 0  | 2022 FIFAワールドカップ出場                          |
| 2023-      | ロナルド・クーマン             |      |    |    |    |                                                      |

## 現招集メンバー
2022年11月11日、2022 FIFAワールドカップに向けて発表されたメンバー。
| No. | Pos. | 選手名                     | 原語表記         | 生年月日（年齢）       | 出場数 | 在籍クラブ                   |
| --- | ---- | -------------------------- | ---------------- | ---------------------- | ------ | ---------------------------- |
| 1   | GK   | レンコ・パスフィール       | Remko Pasveer    | 1983年11月8日（39歳）  | 2      | アヤックス                   |
| 2   | DF   | ユリエン・ティンバー       | Jurriën Timber   | 2001年6月17日（21歳）  | 10     | アヤックス                   |
| 3   | DF   | マタイス・デ・リフト       | Matthijs de Ligt | 1999年8月12日（23歳）  | 38     | バイエルン・ミュンヘン       |
| 4   | DF   | フィルジル・ファン・ダイク | Virgil van Dijk  | 1991年7月8日（31歳）   | 49     | リヴァプール                 |
| 5   | DF   | ナタン・アケ               | Nathan Aké       | 1995年2月18日（27歳）  | 29     | マンチェスター・シティ       |
| 6   | DF   | ステファン・デ・フライ     | Stefan de Vrij   | 1992年2月5日（30歳）   | 59     | インテル                     |
| 7   | FW   | ステーフェン・ベルフワイン | Steven Bergwijn  | 1997年10月8日（25歳）  | 24     | アヤックス                   |
| 8   | FW   | コーディ・ガクポ           | Cody Gakpo       | 1999年5月7日（23歳）   | 9      | PSV                          |
| 9   | FW   | ルーク・デ・ヨング         | Luuk de Jong     | 1990年8月27日（32歳）  | 38     | PSV                          |
| 10  | FW   | メンフィス・デパイ         | Memphis Depay    | 1994年2月13日（28歳）  | 81     | バルセロナ                   |
| 11  | MF   | ステフェン・ベルハイス     | Steven Berghuis  | 1991年12月19日（30歳） | 39     | アヤックス                   |
| 12  | FW   | ノア・ラング               | Noa Lang         | 1999年6月17日（23歳）  | 5      | クラブ・ブルッヘ             |
| 13  | GK   | ジュスティン・バイロー     | Justin Bijlow    | 1998年1月22日（24歳）  | 6      | フェイエノールト             |
| 14  | MF   | デイヴィ・クラーセン       | Davy Klaassen    | 1993年2月21日（29歳）  | 35     | アヤックス                   |
| 15  | MF   | マルテン・デ・ローン       | Marten de Roon   | 1991年3月29日（31歳）  | 30     | アタランタ                   |
| 16  | DF   | タイレル・マラシア         | Tyrell Malacia   | 1999年8月17日（23歳）  | 6      | マンチェスター・ユナイテッド |
| 17  | DF   | デイリー・ブリント         | Daley Blind      | 1990年3月9日（32歳）   | 94     | アヤックス                   |
| 18  | FW   | フィンチェント・ヤンセン   | Vincent Janssen  | 1994年6月15日（28歳）  | 20     | ロイヤル・アントワープ       |
| 19  | FW   | ボウト・ベグホルスト       | Wout Weghorst    | 1992年8月7日（30歳）   | 15     | ベシクタシュ                 |
| 20  | MF   | トゥーン・コープマイネルス | Teun Koopmeiners | 1998年2月28日（24歳）  | 10     | アタランタ                   |
| 21  | MF   | フレンキー・デ・ヨング     | Frenkie de Jong  | 1997年5月12日（25歳）  | 45     | バルセロナ                   |
| 22  | DF   | デンゼル・ダンフリース     | Denzel Dumfries  | 1996年4月18日（26歳）  | 37     | インテル                     |
| 23  | GK   | アンドリース・ノペルト     | Andries Noppert  | 1994年4月7日（28歳）   | 0      | ヘーレンフェーン             |
| 24  | MF   | ケネト・テイラー           | Kenneth Taylor   | 2002年5月16日（20歳）  | 2      | アヤックス                   |
| 25  | MF   | シャビ・シモンズ           | Xavi Simons      | 2003年4月21日（19歳）  | 0      | PSV                          |
| 26  | DF   | ジェレミー・フリンポン     | Jeremie Frimpong | 2000年12月10日（21歳） | 0      | バイエル・レバークーゼン     |

## 歴代選手

### 主要大会のメンバー
| - FIFAワールドカップ - 1934 FIFAワールドカップ参加チーム - 1938 FIFAワールドカップ参加チーム - 1974 FIFAワールドカップ参加チーム - 1978 FIFAワールドカップ参加チーム - 1990 FIFAワールドカップ参加チーム - 1994 FIFAワールドカップ参加チーム - 1998 FIFAワールドカップ参加チーム - 2006 FIFAワールドカップ参加チーム - 2010 FIFAワールドカップ参加チーム - 2014 FIFAワールドカップ参加チーム - 2022 FIFAワールドカップ参加チーム | - UEFA欧州選手権 - UEFA EURO 1976参加チーム - UEFA EURO 1980参加チーム - UEFA EURO 1988参加チーム - UEFA EURO 1992参加チーム - UEFA EURO 1996参加チーム - UEFA EURO 2000参加チーム - UEFA EURO 2004参加チーム - UEFA EURO 2008参加チーム - UEFA EURO 2012参加チーム - UEFA EURO 2020参加チーム |

### 主な代表選手
| - GK - ヘユス・ファン・デル・メーレン 1924-1934 - ヤン・ヨングブルート 1962-1978 - ピート・スフレイフェルス 1971-1984 - ハンス・ファン・ブロイケレン 1980-1992 - エト・デ・フーイ 1992-2000 - エトヴィン・ファン・デル・サール 1995-2008 - マールテン・ステケレンブルフ 2004-2021 - ヤスパー・シレッセン 2013- - アンドリース・ノペルト 2022- | - DF - ハリー・デニス 1919-1930 - リヌス・イスラエル 1964-1974 - ヴィム・シュルビア 1966-1978 - ルート・クロル 1969-1983 - ロナルド・クーマン 1982-1994 - アドリ・ファン・ティヘレン 1983-1992 - ダニー・ブリント 1986-1996 - フランク・デ・ブール 1990-2004 - ミハエル・ライツィハー 1994-2004 - ヤープ・スタム 1996-2004 - ジョヴァンニ・ファン・ブロンクホルスト 1996-2010 - アンドレ・オーイェル 1999-2010 - ヨリス・マタイセン 2004-2012 - ヨニー・ハイティンハ 2004-2013 - ステファン・デ・フライ 2012- - デイリー・ブリント 2013- - フィルジル・ファン・ダイク 2015- - マタイス・デ・リフト 2017- |

| - MF - プック・ファン・ヘール 1925-1938 - ヴィム・アンデリーセン 1926-1939 - ヴィム・ヤンセン 1967-1980 - ヴィレム・ファン・ハネヘム 1968-1979 - ヨハン・ニースケンス 1970-1981 - アリー・ハーン 1972-1980 - ウィリー・ファン・デ・ケルクホフ 1973-1986 - ルート・フリット 1981-1994 - フランク・ライカールト 1981-1994 - ジェラルド・ファネンブルグ 1982-1992 - ヤン・ボウタース 1982-1994 - アーロン・ヴィンター 1987-2000 - エドガー・ダーヴィッツ 1994-2005 - クラレンス・セードルフ 1994-2008 - フィリップ・コクー 1996-2006 - マルク・ファン・ボメル 2000-2012 - ラファエル・ファン・デル・ファールト 2001-2013 - ヴェスレイ・スナイデル 2003-2018 - ナイジェル・デ・ヨング 2004-2015 - ジョルジニオ・ワイナルドゥム 2011- - ステフェン・ベルハイス 2016- - フレンキー・デ・ヨング 2018- | - FW - キック・スミット 1934-1946 - アベ・レンストラ 1940-1959 - ファース・ヴィルケス 1946-1961 - ピート・カイザー 1962-1974 - ヨハン・クライフ 1966-1977 - ロブ・レンセンブリンク 1968-1979 - レネ・ファン・デ・ケルクホフ 1973-1982 - ヨニー・レップ 1973-1981 - マルコ・ファン・バステン 1983-1992 - デニス・ベルカンプ 1990-2000 - ロナルド・デ・ブール 1993-2003 - マルク・オーフェルマルス 1993-2004 - ピエール・ファン・ホーイドンク 1994-2004 - パトリック・クライファート 1994-2004 - ロイ・マカーイ 1996-2005 - ルート・ファン・ニステルローイ 1998-2011 - アリエン・ロッベン 2003-2017 - ディルク・カイト 2004-2014 - ロビン・ファン・ペルシ 2005-2017 - クラース・ヤン・フンテラール 2006-2015 - メンフィス・デパイ 2013- - ボウト・ベグホルスト 2018- - コーディ・ガクポ 2021- |

## 歴代記録

### 出場数ランキング

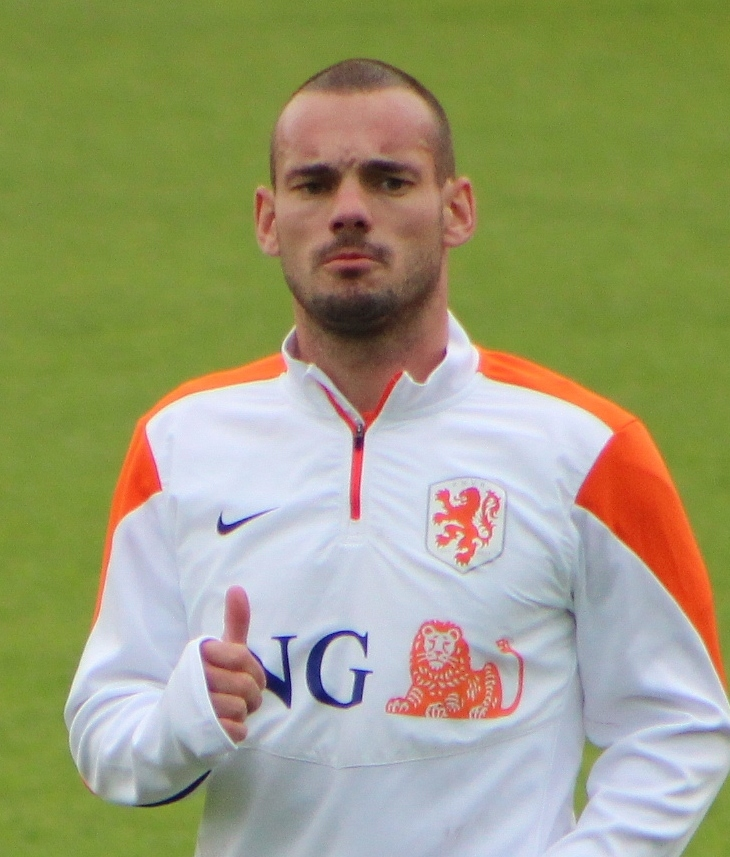
最多出場者であるヴェスレイ・スナイデル

2024年6月17日時点
| 順位 | 名前                                   | 出場 | 得点 | 期間      |
| ---- | -------------------------------------- | ---- | ---- | --------- |
| 1    | ヴェスレイ・スナイデル                 | 134  | 31   | 2003-2018 |
| 2    | エトヴィン・ファン・デル・サール       | 130  | 0    | 1995-2008 |
| 3    | フランク・デ・ブール                   | 112  | 13   | 1990-2004 |
| 4    | ラファエル・ファン・デル・ファールト   | 109  | 25   | 2001-2013 |
| 5    | ダレイ・ブリント                       | 107  | 3    | 2013-     |
| 6    | ジョヴァンニ・ファン・ブロンクホルスト | 106  | 6    | 1996-2010 |
| 7    | ディルク・カイト                       | 104  | 24   | 2004-2014 |
| 8    | ロビン・ファン・ペルシ                 | 102  | 50   | 2005-2017 |
| 9    | フィリップ・コクー                     | 101  | 10   | 1996-2006 |
| 10   | アリエン・ロッベン                     | 96   | 37   | 2003-2017 |

### 得点数ランキング

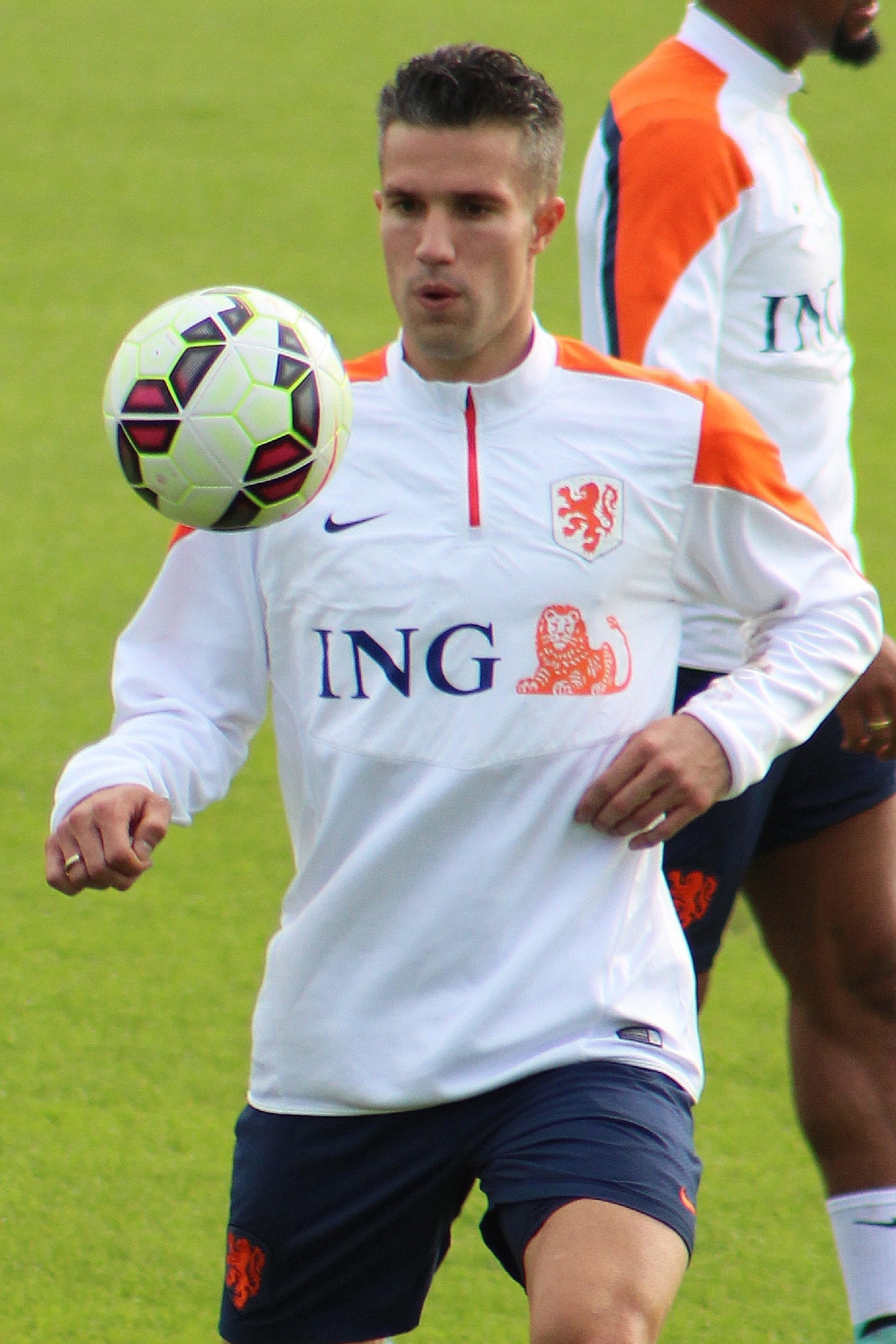
最多得点者であるロビン・ファン・ペルシ

2024年6月17日時点
| 順位 | 名前                           | 得点 | 出場 | 期間      | 得点率 |
| ---- | ------------------------------ | ---- | ---- | --------- | ------ |
| 1    | ロビン・ファン・ペルシ         | 50   | 102  | 2005-2017 | 0.49   |
| 2    | メンフィス・デパイ             | 45   | 93   | 2013-     | 0.50   |
| 3    | クラース・ヤン・フンテラール   | 42   | 76   | 2006-2015 | 0.55   |
| 4    | パトリック・クライファート     | 40   | 79   | 1994-2004 | 0.51   |
| 5    | デニス・ベルカンプ             | 37   | 79   | 1990-2000 | 0.47   |
| 5    | アリエン・ロッベン             | 37   | 96   | 2003-2017 | 0.39   |
| 7    | ファース・ヴィルケス           | 35   | 38   | 1946-1961 | 0.92   |
| 7    | ルート・ファン・ニステルローイ | 35   | 70   | 1998-2011 | 0.50   |
| 9    | アーベ・レンストラ             | 33   | 47   | 1940-1959 | 0.70   |
| 9    | ヨハン・クライフ               | 33   | 48   | 1966-1977 | 0.69   |

## エピソード

### 「6月25日」呪われたジンクス
1978 FIFAワールドカップ決勝でアルゼンチンに延長戦の末に敗れて以後、オランダはワールドカップにおいて6月25日に開催された試合で『3敗1分』と1度も勝利しておらず、特に2006 FIFAワールドカップのポルトガル戦はイエローカード16枚、レッドカード4枚と非常に荒れた試合となった。なお、2010 FIFAワールドカップではこの日の前日となる6月24日にグループリーグでカメルーンと対戦し、2-1で勝利している。
- 1978年6月25日（1978 FIFAワールドカップ アルゼンチン大会 -決勝戦-）
  - オランダ 1 - 3 アルゼンチン（延長戦）
- 1994年6月25日（1994 FIFAワールドカップ アメリカ大会 グループリーグ-グループF-）
  - オランダ 0 - 1 ベルギー
- 1998年6月25日（1998 FIFAワールドカップ フランス大会 グループリーグ-グループE-）
  - オランダ 2 - 2 メキシコ
- 2006年6月25日（2006 FIFAワールドカップ ドイツ大会 決勝トーナメント-Round of 16-）
  - オランダ 0 - 1 ポルトガル

### 「死の組」との関係
ワールドカップや欧州選手権でオランダ代表は、優勝候補と目されるチームや直近の大会で好成績を収めたチームとグループリーグで同組となることが度々あり、1990　FIFAワールドカップ、2006 FIFAワールドカップ、2014 FIFAワールドカップで死の組に入りながらグループリーグを突破している。
UEFA EURO 2000ではフランス（1998 FIFAワールドカップ優勝国）、チェコ（UEFA EURO '96準優勝国）、デンマーク（UEFA EURO '92優勝国）と同組となった事をはじめ、UEFA EURO 2008では2006 FIFAワールドカップ決勝進出国（イタリア、フランス）と同組に、UEFA EURO 2012ではドイツ、ポルトガル、デンマークと、大会前の最新FIFAランキングTOP10以内のチームと同組になった。
このような死の組でオランダは好成績を収めることが多く、欧州選手権では2000年大会と2008年大会でいずれも3戦全勝でグループリーグを突破し、特に2008年大会はワールドカップ優勝のイタリアに3-0、準優勝のフランスに4-1で圧勝して大会を席巻した。しかし、2012年大会は逆に3戦全敗でグループリーグ敗退となっている。